# John Franklin Jameson
John Franklin Jameson (* 19. September 1859 in Boston, Massachusetts; † 28. September 1937 in Washington, D.C.) war ein US-amerikanischer Historiker, Hochschullehrer und Bibliothekar.

## Biografie
Nach dem Schulbesuch studierte er zunächst am Amherst College und erwarb dort 1879 einen Bachelor of Arts (B.A.). Ein anschließendes postgraduales Studium an der Johns Hopkins University schloss er 1882 mit einem Philosophiae Doctor (Ph.D.) ab und nahm anschließend dort eine Tätigkeit als Professor auf. 1884 gehörte er zu den Mitbegründern der American Historical Association.
1888 nahm er den Ruf als Professor an der renommierten Brown University in Providence an und lehrte dort bis 1901. Während dieser Zeit war er zwischen 1895 und 1901 zugleich auch Geschäftsführender Herausgeber der Fachzeitschrift The American Historical Review. Danach war er zwischen 1901 und 1905 Professor an der University of Chicago.
Nach Aufgabe dieser Lehrtätigkeit wurde er 1905 Direktor für historische Forschungen der Carnegie Institution of Washington und übte diese Tätigkeit bis 1928 aus. Zeitgleich war er von 1905 bis 1928 auch erneut Geschäftsführender Herausgeber der American Historical Review. Außerdem war er von 1907 bis 1908 Präsident der American Historical Association. Die Académie royale des Sciences, des Lettres et des Beaux-Arts de Belgique nahm ihn 1919 als assoziiertes Mitglied auf. 1920 wurde er zum Mitglied der American Philosophical Society gewählt.
Zuletzt war Jameson zwischen 1928 und seinem Tode 1937 Leiter der Manuskript-Abteilung der Library of Congress.
Neben seiner Lehr- und Forschungsarbeiten war er auch Autor einiger historischer Fachbücher, die sich überwiegend mit der Geschichte der Vereinigten Staaten befassten wie Privateering and Piracy in the Colonial Period, Narratives of New Netherland, 1609-1664, Journal of Jasper Danckaerts, 1679-1680 oder New Netherland. Zu seinen wichtigsten Veröffentlichungen gehören:
- A History of Historical Writing in America (1891)
- Dictionary of United States History (1894)
- The American Revolution Considered as a Social Movement (1926)